# Biagio Marini
Biagio Marini (Brèscia, 5 de febrer de 1594 - Venècia, 20 de març de 1663) fou un compositor italià del Barroc primerenc.
En la seva vila natal estudià música sota la tutela del seu oncle, el també compositor Giacinto Bondioli. Després fou mestre de capella de la catedral de Vicenza, i el 1620 ocupà el mateix càrrec en la seva vila nadiua, passant després a Alemanya al servei del comte palatí Wolfgang Guillem I, el qual li donà títols de noblesa i el nomenà conseller seu. De retorn a Itàlia, fou músic del duc de Parma Ranuccio II.
Aquest compositor fou un dels primers que va compondre música de cambra, també es distingí com a violinista, i va compondre: 
- Arie, madrigali e corrente a 1, 2 3 voci (Venècia, 1620)
- L'ordine quarto delle musiche (Venècia, 1622)
- Salmi a cinquè voci, Le lagrime d'Erminia, òpera (Parma, 1623)
- Musiche da càmera a 2, 3 e 4 voci (Parma, 1623)
- Miserere a 2, 3 e 4 voci e violini (Parma, 1623)
- Composixione varie, Madrigali e simfonie, Arie e musiche, Lagrime de Davide sparce nel Miserere, Sonata de chiesa e da càmera, Sonate, canzoni, passamessi, balletti, etc.